# La Femme de Naniwa
Pour plus de détails, voir Fiche technique et Distribution.
La Femme de Naniwa (浪花女, Naniwa onna) est un film japonais réalisé par Kenji Mizoguchi et sorti en 1940. Le film est considéré comme perdu.

## Synopsis
Quand Ochika, issue d'une famille riche, épouse Danpei, un pauvre joueur de shamisen, elle se consacre complètement à lui et prend en main ses affaires, au point de semer des dissensions au sein de la troupe de jōruri dans laquelle joue son mari.

## Fiche technique
- Titre : La Femme de Naniwa
- Titre original : 浪花女 (Naniwa onna?)
- Titre français alternatif : La Femme d'Osaka
- Réalisation : Kenji Mizoguchi
- Scénario : Kenji Mizoguchi et Yoshikata Yoda
- Photographie : Minoru Miki
- Musique : Senji Itō
- Production : Shintarō Shirai
- Société de production : Shōchiku
- Direction artistique : Hiroshi Mizutani
- Pays d'origine :  Empire du Japon
- Langue originale : japonais
- Format : noir et blanc - 1,37:1 - son mono
- Genre : drame
- Durée : 145 minutes[2] (métrage : 15 bobines - 3 572 m[2])
- Date de sortie :
  - Empire du Japon : 19 septembre 1940[2]

## Distribution

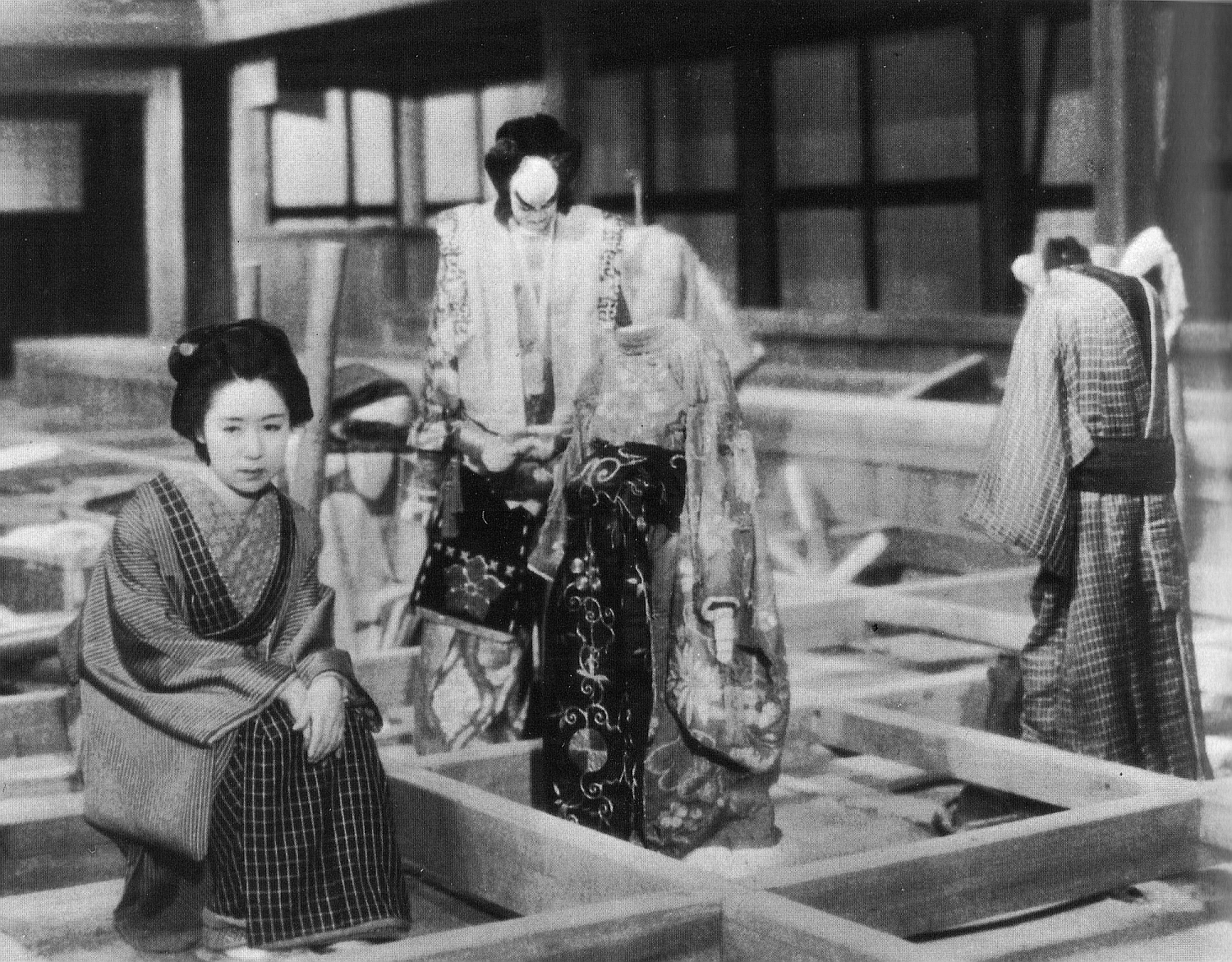
Kinuyo Tanaka dans La Femme de Naniwa

- Kinuyo Tanaka : Ochika
- Kōtarō Bandō : Danpei Toyosawa
- Kōkichi Takada : Bunpei
- Ryōtarō Kawanami : Osumi Dayu
- Yoshiko Nakamura : Okuni
- Shinpachirō Asaka : Koshiji Dayu
- Yōko Umemura : Otaka

## Autour du film
La Femme de Naniwa marque la première collaboration entre Kinuyo Tanaka et Kenji Mizoguchi, arrivé à la Shōchiku l'année précédente. Ce film, considéré comme perdu, se situe dans le monde du jōruri (spectacle traditionnel de marionnettes japonais accompagné au shamisen). Le cinéaste et l'actrice vont tourner quinze films ensemble et c'est dans l'immédiat après-guerre que le duo va commencer à bâtir son « grand œuvre » qui leur vaudra une reconnaissance internationale.
Selon Tadao Satō, le personnage incarné par Kinoyo Tanaka, loin de se sacrifier pour son époux, est au contraire une femme qui réprimande les hommes, les dirige et affirme sa personnalité avec acharnement.